# Bogi
A Bogi női név a Boglárka és a Boglár nevek rövidüléséből származik.

## Rokon nevek
Boglárka, Boglár

## Gyakorisága
Az újszülötteknek az 1990-es években nem lehetett anyakönyvezni. A 2000-es és a 2010-es években sem szerepelt a 100 leggyakrabban adott női név között.
A teljes népességre vonatkozóan a Bogi sem a 2000-es, sem a 2010-es években nem szerepelt a 100 leggyakrabban viselt női név között.

## Névnapok
augusztus 1., augusztus 22.

## Híres Bogik
- Nagy Bogi énekesnő (hivatalosan Boglárka)